# Trichaphodius bellonatus
Trichaphodius bellonatus är en skalbaggsart som beskrevs av Vladimir Balthasar 1941. Trichaphodius bellonatus ingår i släktet Trichaphodius och familjen Aphodiidae. Inga underarter finns listade i Catalogue of Life.